# Lutter lagkage?
|  | Denne artikel er oprettet af botten PalnaBot ud fra en ekstern database. Den kan derfor have sproglige fejl eller mangler. Denne skabelon kan fjernes efter kontrol af indholdet. |

Lutter lagkage? er en film instrueret af Dola Bonfils.

## Handling
Om arbejdsmiljø og -arbejdspladser.